# Harald Juhnke
Harald Juhnke (születési nevén Harry Heinz Herbert Juhnke, (ejtsd ['juːnkə]) (Charlottenburg, Berlin, 1929. június 10. – Rüdersdorf bei Berlin, 2005. április 1.) német színész, énekes, humorista, előadóművész, szinkronszínész. Német nyelvterületen igen ismert és népszerű szórakoztató művész, hosszú sikereres pályafutás után súlyos alkoholizmusa miatt kényszerült visszavonulni.

## Élete

### Pályakezdése
Berlin Charlottenburg kerületében született, kispolgári családban. Apja rendőr volt, anyja pékségben dolgozott. Egy nagy bérkaszárnyában nőtt fel, Berlin egyik munkáskerületében, Weddingben (ma Berlin Gesundbrunnenben kerületének része). 1948-ban otthagyta az iskolát, hogy színész lehessen.

### Színészi, előadói pályája
Marlise Ludwig színiiskolájában tanult három hónapig, 1948. november 9-én debütált a a berlini Szovjet Kultúra Házában, a „Jarov Jurovaja” című szovjet forradalmi darabban egy szovjet tisztet alakított. Ezután a Die Vaganten nevű (akkor még vándorló) színtársulathoz csatlakozott, majd 1950-ben a neustrelitzi színházhoz szegődött, később a berlini Freie Volksbühne társulatának tagja lett. Szabadúszó színészként változó színpadokon és társulatokkal lépett fel. Kedvelte a bulvár-színdarabokat, hőszerelmes és bonviván szerepeket.
Az 1950-60-as évektől már kis filmszerepeket is kapott. Kiválóan jelenítette meg a tipikusnak mondott berlini „őslakosok” (németül: Berliner Originale archetípusát, beszédmodorával, szófordulataival, a berliniekre jellemző urbánus szövegekkel és viccekkel. Ismertsége és népszerűsége gyorsan nőtt. A következő évtizedekben sűrűn szerepelt színpadokon, kabarékban, és német gyártású, Németországban játszódó mozifilmek kis mellékszerepeiben. Karakteres hangjával több nemzetközi sztár Marlon Brando, Charles Bronson, Peter Falk, Peter Sellers (A rózsaszín párduc), Robert Wagner, Woody Allen és Stacy Keach német szinkronját adta.
1977-től felkapták a német televíziós adók. Tévésorozatokban kapott kisebb szerepeket nagy sztárok, így Eddi Arent mellett. Ugyanebben az évben a ZDF és partner-csatornái szerződtették az Ein verrücktes Paar című tévésorozatának főszerepére, ahol Grit Boettcher, Wolfgang Völz és Ralf Wolter társaságában 20 milliós nézőszámot ért el. Ekkor érte el pályájának csúcsát, mint országszerte ismert, közkedvelt entertainer.
1979-től a ZDF Musik ist Trumpf című zenés show-műsorának műsorvezetője lett, amely főműsoridőben 30 milliós nézőszámot ért el. Személyes példaképének Frank Sinatrát tartotta, egész pályafutása alatt az ő énekesi és öltözködési stílusát (szmoking és fekete lakkcipő) vette át, néha egyéni vonásokkal színesítve. Ezt a szerződését 1981-ben alkoholizmusa miatt veszítette el.
1992-ben kezdett karakteres film-főszerepeket játszani. A kritika dicsérte színjátszó tehetségét olyan vígjátékokban, mint az 1992-es Istók!-ban (Schtonk!), Götz George és Uwe Ochsenknecht mellett, az 1992-es Der Papagei-ben és az 1997-es A köpenicki kapitányban (Der Hauptmann von Köpenick).
1995-ben drámai főszerepet játszott Tom Toelle rendező Der Trinker (Az iszákos) című filmdrámájában, mely Hans Fallada hasonló című önéletrajzi regényéből készült. A szerep kíméletlen szembenézést jelentett önmagával. A filmben Juhnke valós önmagát adta, megrázó erővel jelenítette meg saját lepusztult, alkoholfüggő személyiségét.
Bár saját televíziós show-műsorai megritkultak, alkalmi szerepléseket továbbra is vállalt. Pályája vége felé egyik legnépszerűbb dala lett Sinatra I Did It My Way című jelképerejű dalának német átirata, az 1999-es Was ich im Leben tat (Mit tettem életemben), amelyben saját életének sikereit és kudarcait foglalta össze, ezt „saját személyes nemzeti himnuszomnak” nevezte.
1999-ben Juhnke  Günter Pfitzmannnal és Walter Platheval együtt részt vállalt a berlini Zille-múzeum megalapításában, mely Heinrich Zille (1858–1929) német festő és grafikus gyűjteményeinek ad otthont. A múzeumot 2002-ben nyitották meg Berlin központjában, a Nikolaiviertel városrészben.

### Alkoholizmusa
Juhnke már fiatal kora óta egyre súlyosbodó alkoholizmusban szenvedett. Kezdetben eltitkolta problémáját, nézői sem vettek észre semmit. A nyilvánosság először 1959 februárjában értesült, amikor Juhnke Berlinben ittasan autóba ült, megkísérelte lerázni az őt üldöző rendőröket, majd ellenállt a rendőri intézkedésnek. Bíróság elé állították, ittas járművezetés, hivatalos személy elleni testi sértés és hatósági intézkedés akadályozása miatt jogerősen hét hónap letöltendő szabadságvesztésre ítélték és bevonták jogosítványát. Jó magaviselet miatt négy hónap után szabadult, ettől kezdve nem vezetett autót, jogosítványát sem igényelte vissza.
Az eset nem befolyásolta közkedveltségét, ő maga kalandnak tekintette, nézői pedig elnézték botlását. Állapotát ezután a német és később a nemzetközi bulvársajtó is részletesen követte és taglalta. Juhnke hosszú időn át küzdött betegsége ellen, többször vetette alá magát elvonókúrának, többször sikeresen kilábalt és tiszta időszakokat élt meg. A munkából való rendszeres kiesése miatt munkaadói kártérítési követelésekkel éltek, emiatt az önjelölt „férfi minden esetre” folyamatosan túlvállalta magát, a túlterhelés, a teljesítménykényszer egyre sűrűbben lökte vissza az italozásba. Világos időszakaiban (így pl. 1984. október 22-én a ZDF televízióban, Wolfgang Menge moderátor Leute című beszélgető műsorában is) őszintén beszélt az alkoholizmusról, mint súlyos betegségről, minden érintettet biztatott, forduljon orvoshoz, de önmagát reménytelen esetnek mondta.
Visszaeső időszakaiban több súlyos incidensbe is belekeveredett. 1981-ben a ZDF azonnali hatállyal felmondta szerződését és kizárta a Musik ist Trumpf show-műsorból, mert úgy ítélte, nem lehet rá számítani többé. Az 1980-as években Juhnke leszerződött a Müllermilch tejtermék-gyárral, hogy annak termékekeit reklámozza, tudatosan alkoholmentes alternatívát kínálva önmagának és a nézőknek. 1996-ban ismét botrányt okozott: felpofozta az RTL tévé riporternőjét, aki a háza előtt várt rá.
1997 február 2-án a Los Angeles-i Mondrian Hotel előcsarnokában, ahonnan a Kórház a pálmák alatt című ARD-sorozat forgatására akart továbbutazni fiával, Olverrel együtt, az ittas Juhnke megütött egy floridai turistanőt, aztán saját fiát is. A fekete biztonsági embert, aki a szobájába akarta kísérni, „koszos niggernek” nevezte, akit Adolf Hitler alatt elgázosítottak volna. Sértő szavaiból nemzetközi botrány kerekedett, több német aktuálpolitikus, köztük Cornelie Sonntag-Wolgast és Johannes Gerster Bundestag-képviselők elítélően nyilatkoztak Juhnke viselkedéséről, a német bulvársajtó viszont támogató olvasói reagálásokat is közreadott. Perre nem került sor, a sértett úgy nyilatkozott, „sose panaszolná be a német Frank Sinatrát”. Juhnke utolsó szereplését 2001-es összeomlása nyomán lemondták, és elme-szociális otthonba szállították.

### Magánélete
Első házasságát 1952-ben kötötte Sybil Werden (1924–2007) színésznő-táncosnővel. 1953-ban megszületett leányuk, Barbara, aki azonban 1955-ben, másfél éves korában gyógyíthatatlan betegségben meghalt. A tragédia mindkét szülőt súlyosan megviselte. 1956-ban megszületett fiuk, Peer Juhnke, aki ortopéd orvosként dolgozik Münchenben. Fiának visszaemlékezése szerint az első gyermek elvesztésének sokkja is szerepet játszott szülei 1962-es válásában. 1963–1971 között Juhnke Chariklia Baxevanos (1936) görög-svájci színésznővel („Baxi”-val) élt együtt.

1971-ben feleségül vette Susanne Hsiao színésznőt, aki 1944-ben Susanne Tien-Lo Hsiao néven született Berlinben, kínai vendéglős apától és kelet-poroszországi anyától. Közös fiuk, Oliver Marlon Juhnke 1972-ben született meg.

### Utolsó évei

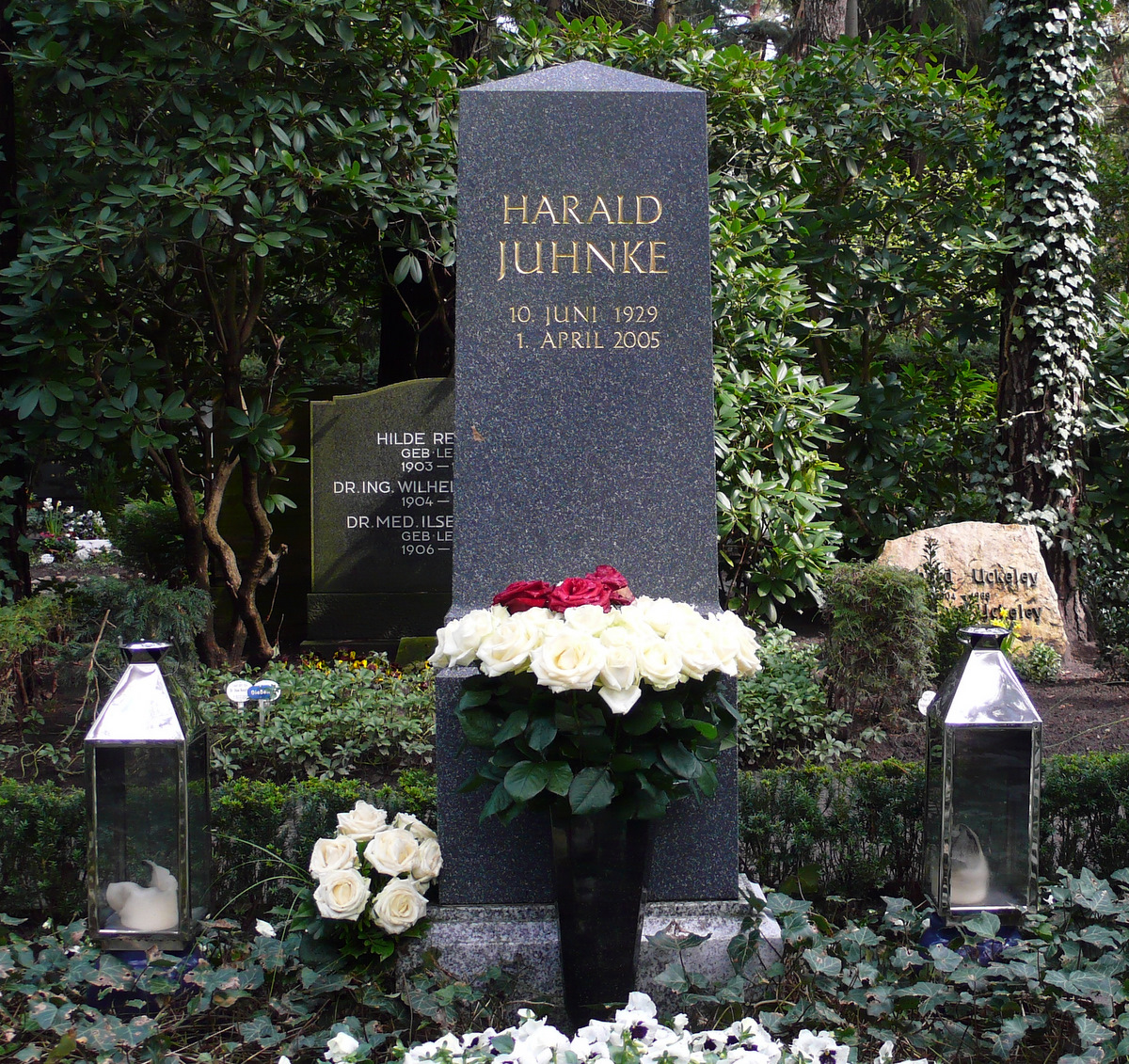
Juhnke sírja Berlinben

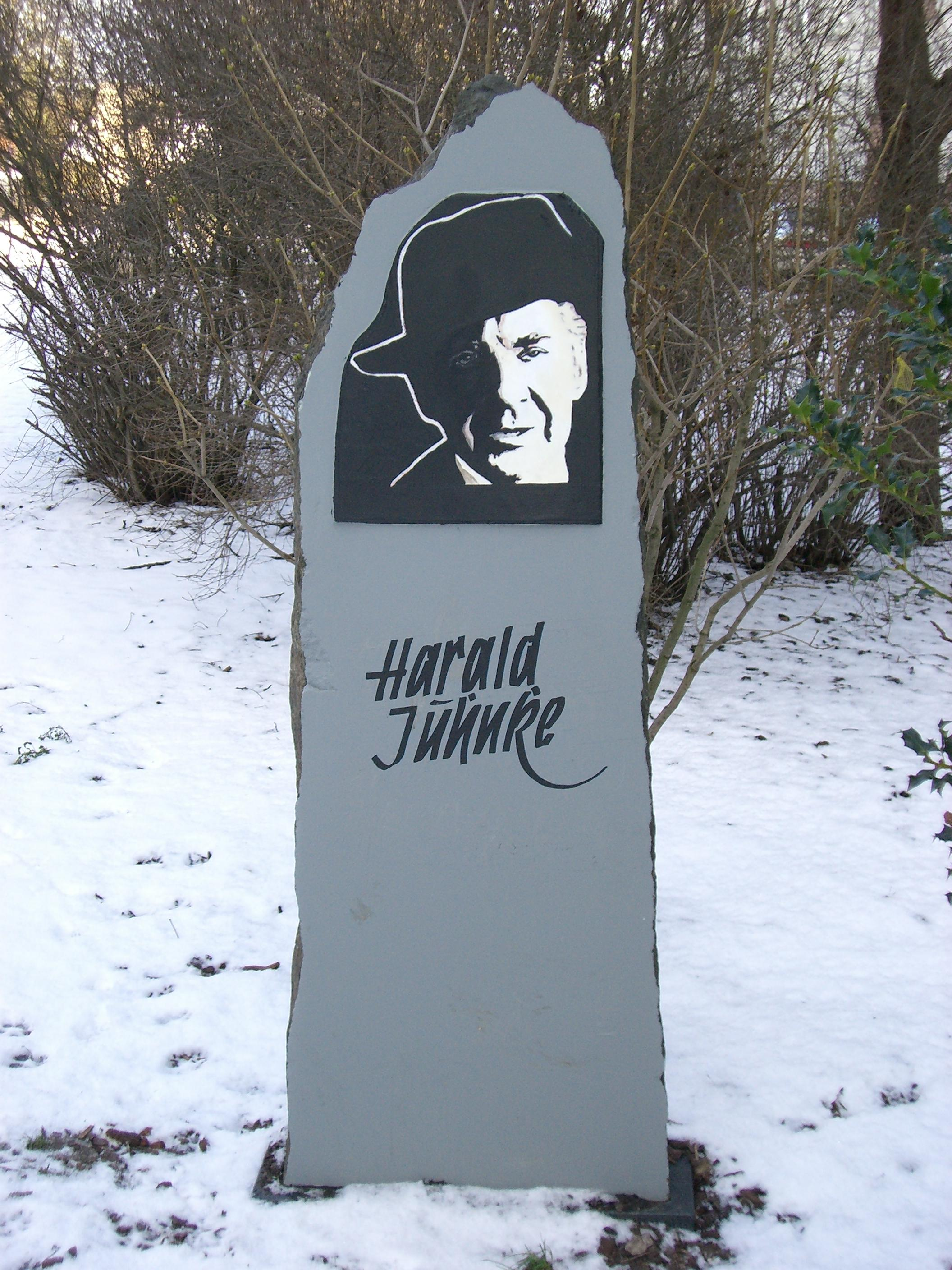
Emlékműve Berlin Gesundbrunnen kerületében

Elhatalmasodó alkoholizmusa lerombolta személyiségét, végül lehetetlenné tette előadói munkáját is. Minden elvonókúra után újra visszaesett. Utolsó fellépése 2001 decemberében az alsó-ausztriai Baden bei Wienben meghiúsult, súlyosan ittas, magatehetetlen állapotban találtak rá szállásán. Kórházba szállították, Korszakov-szindrómát diagnosztizáltak nála, amely már súlyos személyiség-leépülést és demenciát okozott. Menedzsere, Peter Wolf 2001. december 11-én egy sajtókonferencián bejelentette, Juhnke többé nem dolgozhat színészként, és visszatérése a színpadra teljesen kizárható. Juhnkét egy pszichés betegeket ápoló otthonban helyezték el, Fredersdorfban, Berlin közelében.
2005. február végén súlyos kiszáradási tünetekkel egy Rüdersdorf bei Berlin-i kórházba szállították, mesterséges táplálásra szorult. 2005. április 1-jén, 75 éves korában a kórházban elhunyt, súlyosbodó betegségeinek következtében.

## Önéletrajza
1998 adta ki önéletrajzát Meine sieben Leben címmel, melyet Harald Wieser újságíró rendezett sajtó alá.

## Fontosabb filmjei
- 1958: Szabad a színpad Marikának (Bühne frei für Marika), Frank Flemming  (Marika Rökkel)
- 1958: Ha a lányok hadgyakorlatra indulnak (Zauber der Montur), Ferdinand von Pottenstein
- 1969: La Paloma, Peter
- 1960: Az utolsó tanú (Der letzte Zeuge), Wenzel rendőrségi titkár
- 1964: Bunbury, Jack Worthing
- 1970: A felügyelő tévésorozat, Gerhard Diebach
- 1979: Münchhausen báró csodálatos kalandjai (Les fabuleuses aventures du légendaire Baron de Munchhausen), animációs film, Baron Münchhausen (német hang)
- 1982: A nők a vétkesek (Schuld sind nur die Frauen), Philipe Bernard
- 1980–1985: Mint te vagy én (Leute wie du und ich), Harald / több szerep
- 1985–1989: A klinika (Die Schwarzwaldklinik), tévésorozat, Herr Hügler
- 1992: Istók (Schtonk!), Kummer
- 1990–1993: Ein Schloß am Wörthersee,  Frank Hofmann / Eddy Castelli
- 1992: Der Papagei, Did
- 1994: Asterix Amerikában (Asterix in America), animációs film, német narrátor hangja
- 1995: Der Trinker, tévéfilm, Erwin Sommer
- 1987–1994: Harald und Eddi, tévésorozat, több szerep (Eddi Arenttel)
- 1997: A köpenicki kapitány (Der Hauptmann von Köpenick), tévéfilm, Wilhelm Voigt
- 1998: Kórház a pálmák alatt (Klinik unter Palmen), tévésorozat, Dr. Hendrik Willing
- 1998: Bubi Scholz története (Die Bubi Scholz Story), tévéfilm, Harald Juhnke
- 1998: A bohóc (Der Clown), tévésorozat, Kurz nagypapa
- 2000: Vor Sonnenuntergang, tévéfilm, Dr. Johannes Benning

## Televíziós show-műsorai
- 1963: Strandgeflüster
- 1972: Meerschweinchenrevue
- 1974: Die aktuelle Schaubude
- 1979–1981: Musik ist Trumpf
- 1983–1984: Wie wär’s heut’ mit Revue?
- 1985–1991: Willkommen im Club